# Pipedown
Pipedown war eine US-amerikanische Hardcoreband aus dem kalifornischen Sacramento.

## Geschichte
Gegründet wurde Pipedown im Sommer 1997 von Jason Omundsen (Gitarre), Josh White (Schlagzeug) und James K. (Gitarre) in Grass Valley. Auf der Suche nach einem Sänger stießen sie auf Ean Elliot, den sie in die Band aufnahmen. Nach zwei Wechseln am Bass spielten Pipedown erste Demo-Aufnahmen ein.
Im Januar 2001 nahmen sie ihr erstes Album Enemies of Progress im „Art of Ears“-Studio in San Francisco auf. Produzent war Andy Ernst, der bereits Alben für Bands wie AFI, Rancid, Green Day und Swingin’ Utters produziert hatte. Das Album erschien im November 2001 und es folgte eine US-Tour mit Anti-Flag, Against All Authority, Thrice und Virus Nine.
2003 erschien das zweite Album Mental Weaponry. 2004 folgte dann die erste Europatournee der Band als Vorband von Anti-Flag. Der erste Auftritt dieser Tour fand in der Hamburger Fabrik statt.
Damals sprach die Band von aktiven Vorbereitungen für ein drittes Album. Dieses sollte jedoch nie aufgenommen werden, denn im Juli 2005 ließ die Band ihre Auflösung bekanntgeben. Die Band veröffentlichte auf ihrer Internetseite noch eine kostenlose Live-EP. Außerdem wurde für August ein letzter Auftritt in Kalifornien angekündigt, der aber nie stattfand.

### Nachfolgeprojekte
Jaycen McKissick ist Gitarrist der Band The Action Design, in der die frühere Tsunami-Bomb-Frontfrau Emily Whitehurst singt; Jack Jeffries ist mittlerweile nach New York gezogen, um sich beruflich der Fotografie zu widmen.
Sänger Ean Elliot ist Gitarrist der Band Dance For Destruction. Jason Omundsen arbeitet mit Mitgliedern der Bands Hanover Saints und Killing The Dream zusammen. Dieses Projekt hat bis jetzt noch keinen Namen.

## Stil
Ihre linksradikalen politischen Ansichten schlugen sich in ihren Songtexten nieder. Häufige Themen waren Umweltprobleme, Kapitalismuskritik und Gesellschaftskritik. In ihren Booklets gaben sie des Weiteren Literaturtipps, mit denen sich ihre Hörer politisch weiterbilden sollten.

## Diskografie
- 2001: Enemies of Progress (A-F Records)
- 2003: Mental Weaponry (A-F Records)